# Trioxys pannonicus
Trioxys pannonicus är en stekelart som beskrevs av Jaroslav Stary 1960. Trioxys pannonicus ingår i släktet Trioxys och familjen bracksteklar. Enligt den finländska rödlistan är arten nationellt utdöd i Finland. Artens livsmiljö är åsmoskogar. Inga underarter finns listade i Catalogue of Life.